# Kama Sutra Records
Kama Sutra Records fue un sello discográfico fundado en 1964 por Arthur "Artie" Ripp, Hy Mizrahi y Phil Steinberg.

## Historia
En 1965 entró en la compañía Art Kass y se firmó un acuerdo de distribución con MGM Records que duró hasta 1969. A partir de ese año, la distribución corrió a cargo de Buddah Records.
El sello contrató al cuarteto formado por Zal Yanovsky, John Sebastian, Steve Boone y Joe Butler como músicos de sesión. La banda grabó, como The Lovin' Spoonful, algunos temas para Elektra Records en 1965, sello que les ofreció la oportunidad de firmar un contrato discográfico. Debido al interés de Elektra, Kama Sutra hizo valer sus derechos contractuales para retener al cuarteto.
The Lovin' Spoonful lanzaron su primer sencillo "Do You Believe in Magic" con Kama Sutra Records el 20 de julio de 1965, convirtiéndose en un éxito inmediato y alcanzando el número 9 del Billboard Hot 100. Este sería el primero de los siete sencillos de la banda que entraron de forma consecutiva en el top 10 del Billboard Hot 100 entre 1965 y 1966, incluido un número 1, "Summer in the City", todos publicados por Kama Sutra.
A principios de los 70, el sello firmó con The Flamin' Groovies, que publicaron los álbumes, Flamingo en 1970 y Teenage Head en 1971.
La actividad discográfica cesó a mediados de 1976, aunque fue restaurada en 1981, esta vez con el nombre de Sutra Records. Bajo esta etiqueta, Art Kass comercializó y distribuyó material de Fever Records, Blue Dog Records, Baila Records, Becket Records, así como las grabaciones de the Fat Boys, Victor Willis y Chapter 7, hasta que finalmente, la compañía quebró en 1993. El catálogo de Kama Sutra Records, de entre los años 1965 y 1976 fue adquirido por Sony Music Entertainment y es gestionado por Legacy Recordings. El catálogo de los años 1981 a 1993 está controlado por Unidisc Music.

## Artistas relacionados con Kama Sutra
- Brewer & Shipley
- Gordon Brisker
- Charlie Daniels Band
- Dust
- Exuma
- Fat Boys
- The 5th Dimension
- The Flamin' Groovies
- Gene Vincent
- Gunhill Road
- The Innocence
- The Jaggerz
- The Lovin' Spoonful
- Menudo
- NRBQ
- Royal Cash
- Sha Na Na
- The Shangri-las
- Sopwith Camel
- Stories
- Victor Willis